# Shkodran Mustafi
Shkodran Mustafi (n. 17 aprilie 1992, Bad Hersfeld, Hessa, Germania) este un fotbalist german retras din activitate care a evoluat la echipe precum Sampdoria, Valencia sau Arsenal și la echipa națională de fotbal a Germaniei, pe postul de fundaș.

## Palmares

### Internațional
Germania
- Campionatul Mondial de Fotbal: 2014

Germania U-17
- Campionatul European Under-17: 2009

## Statistici carieră
La 8 mai 2014.
| Club          | Sezon         | Ligă    | Ligă   | Cupă    | Cupă   | Europa  | Europa | Total   | Total  |
| Club          | Sezon         | Meciuri | Goluri | Meciuri | Goluri | Meciuri | Goluri | Meciuri | Goluri |
| ------------- | ------------- | ------- | ------ | ------- | ------ | ------- | ------ | ------- | ------ |
| Everton       | 2009–10       | 0       | 0      | 0       | 0      | 1       | 0      | 1       | 0      |
| Everton       | 2010–11       | 0       | 0      | 0       | 0      | —       | —      | 0       | 0      |
| Everton       | 2011–12       | 0       | 0      | 0       | 0      | —       | —      | 0       | 0      |
| Everton       | Total         | 0       | 0      | 0       | 0      | 1       | 0      | 1       | 0      |
| Sampdoria     | 2011–12       | 1       | 0      | 0       | 0      | —       | —      | 1       | 0      |
| Sampdoria     | 2012–13       | 17      | 0      | 0       | 0      | —       | —      | 17      | 0      |
| Sampdoria     | 2013–14       | 33      | 1      | 2       | 0      | —       | —      | 35      | 1      |
| Sampdoria     | Total         | 51      | 1      | 2       | 0      | —       | —      | 53      | 1      |
| Valencia      | 2014–15       | 33      | 4      | 3       | 0      | —       | —      | 36      | 4      |
| Valencia      | 2015–16       | 30      | 2      | 4       | 0      | 10      | 0      | 44      | 2      |
| Valencia      | 2016–17       | 1       | 0      | 0       | 0      | —       | —      | 1       | 0      |
| Valencia      | Total         | 64      | 6      | 7       | 0      | 10      | 0      | 81      | 6      |
| Arsenal       | 2016–17       | 26      | 2      | 4       | 0      | 7       | 0      | 37      | 2      |
| Arsenal       | Total         | 26      | 2      | 4       | 0      | 7       | 0      | 37      | 2      |
| Total carieră | Total carieră | 141     | 9      | 13      | 0      | 18      | 0      | 172     | 9      |